# Бобровников Кирило Вікторович
Кирило Вікторович Бобровников (1 (14) квітня 1908, Київ — 27 вересня 1986, Київ, УРСР) — радянський, український художник кіно.
Брат художника Бобровникова Олексія Вікторовича. Дід журналіста і кіносценариста Бобровникова Олексія Євгеновича.

## Біографія
Закінчив Київський художній інститут (1933). 
Працював на заводі «Ленінська кузня» (1929—1938).
У 1938—1941 рр. — головний адміністратор і асистент художника Київської кіностудії художніх фільмів.
Учасник Німецько-радянської війни. 
З 1945 — художник-постановник на Київській кіностудії науково-популярних фільмів. Також працював у жанрі промислової графіки, учасник виставок від 1948 року.
Був членом Спілки кінематографістів УРСР (з 1962).  

## Творчість
Художник (у співавт.):
- «Де ти, Блакитна Попелюшко?..»/(рос.)«Где ты, Голубая Золушка?..» (1971, к/м фільм/мультфільм; реж. В. Хмельницький)

Художник-постановник художніх фільмів:
- «Доміно» (1973, реж. Ігор Негреску),
- «Алмазна стежка» (1978, реж. В. Хмельницький)

Оформив документальні фільми:
- «Помилка Наташі Нікітіної»,
- «Секрет успіху»,
- «Українська народна творчість»,
- «Бережіть зір»,
- «Правда про мощі»,
- «Люди великої мрії»,
- «Вони повинні чути»,
- «Довголіття»,
- «На кордоні життя»,
- «Від двох до семи»,
- «Чи думають тварини?» (1970, реж. Ф. Соболєв),
- «Я та інші» (1971, реж. Ф. Соболєв),
- «Соціальна психологія особистості»,
- «Алгоритм сміху»,
- «Економіка — головна політика»,

## Цікаві історії
- Кілька десятиріч печатка Митрополита Андрея (Шептицького) була схована у помешканні Кирила Бобровникова. У грудні 2010 онук художника, український журналіст і кіносценарист Олексій Бобровников передав печатку Главі УГКЦ Патріарху Любомиру[1][2].